# Monterrein
Monterrein foi uma comuna francesa na região administrativa da Bretanha, no departamento Morbihan. Estendia-se por uma área de 6,93 km². Em 2010 a comuna tinha 387 habitantes (densidade: 55,8 hab./km²).
Em 1 de janeiro de 2019, essa comuna foi fundida com a comuna de Ploërmel.